# Metallichroma miegei
Metallichroma miegei är en skalbaggsart som beskrevs av Pierre Lepesme 1956. Metallichroma miegei ingår i släktet Metallichroma och familjen långhorningar. Inga underarter finns listade i Catalogue of Life.